# Новий Модлін
Новий Модлін (пол. Nowy Modlin) — село в Польщі, у гміні Помехувек Новодворського повіту Мазовецького воєводства.
Населення — 742 особи (2011).
У 1975-1998 роках село належало до Варшавського воєводства.

## Демографія
Демографічна структура станом на 31 березня 2011 року:
|          | Загалом | Допрацездатний вік | Працездатний вік | Постпрацездатний вік |
| -------- | ------- | ------------------ | ---------------- | -------------------- |
| Чоловіки | 361     | 80                 | 248              | 33                   |
| Жінки    | 381     | 74                 | 245              | 62                   |
| Разом    | 742     | 154                | 493              | 95                   |